# 버네사 화이트
버네사 화이트(Vanessa White, 1989년 10월 30일 ~ )는 잉글랜드의 싱어송라이터, 댄서, 배우이다. 걸 그룹 더 새터데이스의 멤버이다.

## 음반 목록

### EP
- Chapter One (2016)
- Chapter Two (2017)